# Édouard Nzambimana
Édouard Nzambimana (* 20. Dezember 1945 in Mantana; † 2015) war ein Geschäftsmann und Politiker aus Burundi.

## Biografie
Nzambimana, der dem Volk der Tutsi angehört, absolvierte nach dem Schulbesuch eine Ausbildung zum Offizier der Armee und stieg schließlich zum Major auf. Am 13. März 1974 wurde er von Präsident Michel Micombero durch Präsidialdekret Nr. 100/69 zum Minister für öffentliche Arbeiten, Transport und Ausrüstung (Ministre des Travaux Publics, des Transports et de l’Equipement) in die Regierung berufen.
Am 1. November 1976 beteiligte er sich an einem Militärputsch gegen Präsident Micombero und wurde nach dem Amtsantritt von Präsident Oberst Jean-Baptiste Bagaza als Vorsitzender eines Obersten Militärrates von diesem am 12. November 1976 zum Premierminister ernannt. Zugleich wurde er zum Oberstleutnant befördert und übernahm in seinem Kabinett das Amt des Planungsministers (Ministre du Plan). Im Rahmen einer Regierungsumbildung übernahm er am 31. Mai 1978 neben dem Amt des Premierministers auch die Ämter des Ministers für Landwirtschaft, Viehzucht und Ländliche Entwicklung (Ministre de l’Agriculture, de l’Elevage et du Développement Rural). Diese Positionen bekleidete er bis zur Abschaffung des Premierministeramtes am 13. Oktober 1978. Anschließend war er bis 1982 Außenminister in der Regierung von Präsident Bagaza.
1982 schied er aus der Regierung aus und war zunächst als Architekt in der Privatwirtschaft tätig, ehe er Gründer und Chief Executive Officer (CEO) von ERCOIL wurde, einem Unternehmen, das sich auf den Import von Erdölprodukten und den Verkauf dieser Produkte an den Tankstellen des Konzerns in Burundi spezialisierte. Darüber hinaus ist er auch Vorstandsvorsitzender des Versicherungskonzerns UCAR.